# トランスミグラシ
トランスミグラシ政策（インドネシア語: Transmigrasi）とは、オランダ東インド会社及びそれに後継するインドネシア政府によって先導された過密地域から過疎地域へと人口を移転させる政策である。ジャワ島を中心にバリ島、マドゥラ島を含めた島々からイリアンジャヤ、カリマンタン、スマトラ島、スラウェシ島を含む低密度地域へと恒久的な人口移動をする政策であり、その目的はジャワ島における飢餓や過密という問題を減らし、貧しい労働者に職を与え、その他の島々の天然資源開発に必要な労働力を供給するところにある。しかしながら、移転先の島々に元来居住していた人々がジャワ化やイスラム化に対し分離運動や住民対立を引き起こすおそれがあり、物議を醸している。

## 歴史

### オランダ支配下

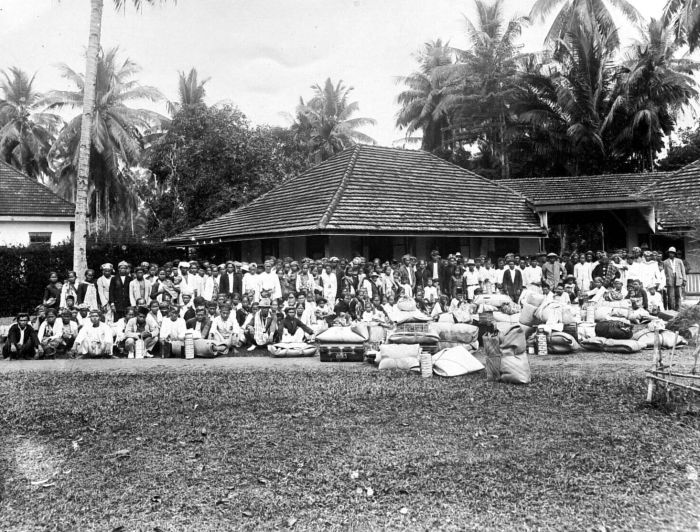
1925年前後のオランダ東インド会社によるスマトラ島でのプランテーションに従事するジャワ人請負労働者

トランスミグラシ政策は19世紀初頭に過密の抑制及びスマトラ島のプランテーションの労働力の供給のために始まった。オランダの治世が終わる1940年代には一回廃止となったが、インドネシアが独立すると食糧不足の軽減や経済発展効率の改善のためにスカルノ政権によって第二次世界大戦後に復活した。
政策が最も盛んに行われており、共同的専有が行われていた1929年、ジャワ島からの23.5万人を始めとした26万人がスマトラ島の東海岸へと移住した。労働者は苦力のように請負の労働に従事した。もし労働者がその契約の終了を会社に申し出た場合は罰され、重労働に従事させられることとなっていた。その死亡率は単純労働者の中でも高く、虐待は日常的に行われていた。

### 独立以前
1949年に独立して以降、インドネシア大統領スカルノの下、トランスミグラシ政策は日本統治による中断の後に引き継がれ、その地域も西パプア州の諸島等まで拡大した。その最も盛んであった1979年と1984年には53.5万世帯（約250万人）がトランスミグラシ政策によって移住している。これによって地域によっては人口が大きく変動した所もあり、例えば1981年には300万人を擁したランプン州では60%の人々が移住している。1980年代にはスハルトの反共主義を支持する西洋の国家だけでなく世界銀行やアジア開発銀行からも支援を受けて政策は実行された。しかし、1979年の第二次石油危機と増大する移住費用により、政策実行資金や計画は漸減した。
アジア通貨危機及びスハルトの退任があった後の2000年8月、資金難によりトランスミグラシ政策の規模を再削減した。
再構築された労働移住省はトランスミグラシ政策に関して、その規模をここ十年のそれに比してより小さくすると発表した。労働移住省は毎年約1.5万世帯（約6万人）の人々に対し移住を支援するとし、実際にその数はここ数年次第に減少しており、その予算は23兆ルピー、2万500世帯の移住を目標に2006年はしていた。

## 目的
インドネシア政府と財界によると、政策の目的はジャワ島やバリ島、マドゥラ島等の過密地域から過疎地域へと数百万の人口を移転させることによる人口密度の均衡を図ることであった。これによって農地が供給され飢餓が軽減され、貧しく過疎である地域に新たな可能性がもたらされる。更に国家全体としても過疎地域に存在する天然資源の利用が増加することにより利益を得ることができる。また、各地域ごとのアイデンティティの代わりにインドネシア人としての単一なナショナル・アイデンティティを国内全体に作り上げる手助けとなることも示唆されている。インドネシア政府としては、インドネシアは生来の民族の国家であり、その生来の民族によって統治される国家である、そのため単一なインドネシアには区切り得る生来の民族はいないとの公式見解を有している。それら民族集団と近郊地域の貧困層との双方を含む意味合いで用いられる、「絶滅に瀕する集団」という単語の利用に関してはそのため議論がある。

## 効果

### 経済
移住先での経済発展という目標は多くの場所で失敗に終わっている。新天地の土壌と気候は概してその肥沃さが火山性の土壌であるジャワ島やバリ島とは異なっている。彼らは農業的知識が十分でない土地もない人民であったため、元々持っている新天地に合わない知識のままで生活し、その成功の可能性に対して妥協してしまったのである。

### 環境
政策によって森林伐採が加速し、かつて疎らにしか人が居住していなかった地域でも爆発的な人口増加を引き起こした。移住者は全く新しい「移住村」に住んだ。それらの村は従前からあった人間活動に極力影響の出ない場所に建設された。それによって、天然資源は消費され、過放牧は引き起こされ、結果として森林の減少を引き起こした。

### 政治
政策によって移住者と元々の民族集団の間に諍いが生じることとなった。例えば、2001年のダヤク族とマドゥラ島出身の移住者が衝突し、数百人が死亡、数千人の移住者が家を失った。パプア州と西パプア州では問題となっており、これらの州ではキリスト教が多数派となっているが、政策によってイスラム教徒が移住したため、政府のイスラム化に対して批難する人もいる。

## 総数
ジャワ島やマドゥラ島から移住した人口は様々な場所に多くの数がおり、特にスマトラ島、カリマンタン、西パプア州に多い。2010年の国勢調査では約430万人の移住者とその子孫が北スマトラ州に、20万人が西スマトラ州に、140万人がリアウ州に、100万人弱がジャンビ州に、220万人が南スマトラ州に、40万人がブンクル州、570万人がランプン州に、10万人がバンカ・ブリトゥン州に、40万人がリアウ諸島州におり、合計1550万人がスマトラ島へと移住している。カリマンタンでは70万人の移住者とその子孫が西カリマンタン州に40万人が中部カリマンタン州に、50万人が南カリマンタン州に、100万人以上が東カリマンタン州におり、合計260万人が移住している。いくつかの州においては非公表であり、100万人以上がパプア州、西パプア州に居住していると思われる。インドネシアの総移住者は約2000万人に及ぶと考えられている。
移住者はジャワ人であること、ムスリムであることを問わない。例えば、東ティモールがまだインドネシアであった1994年にはヒンドゥー教のバリ人の移住が1634人、続いてローマ・カトリックのジャワ人が1212人であった。

## 批判
ジャワ人を基本に据えた政府はより程度の高い経済的、政治的掌握を非ジャワ人の地域に得んとする手段としてこの政策があると見る古来の民族もいる。政府は移住者がその地域のアダットに合わせていないことに対して責任を負うべきであるとする意見もある。
批判者はこの政策を必要最低限の生活ができない人々を移住させるのに金と資源を莫大に浪費し、環境を大きく損ない、元々いた人々を殲滅せんとするものだと主張している。
この政策による環境への影響は不注意というよりは無視によって引き起こされたものであり、政策の履行に対する責任の欠如も指摘されている。多くの環境的論文がこの政策の評価を、土壌浸蝕により潜在的に肥沃度が減少しペストや伝染病に対する防衛が必要で、野生生物や森林、元々いた人々に対して悪影響を及ぼし、天然資源を維持するための環境負荷の軽減が必要である、としている。しかし、報告書では、政府の監視の下でその緩和を行うのは非現実的であるとされている
。